# Verwaltungsgemeinschaft Oberneuching
Die Verwaltungsgemeinschaft Oberneuching liegt im oberbayerischen Landkreis Erding und wird von folgenden Gemeinden gebildet:
1. Neuching, 2780 Einwohner, 19,68 km²
2. Ottenhofen, 1949 Einwohner, 10,27 km²

Sitz der Verwaltungsgemeinschaft ist Neuching, Ortsteil Oberneuching.

## Geschichte
Die Notwendigkeit der Bildung einer Verwaltungsgemeinschaft entstand mit der Gebietsreform in Bayern. Die Verwaltungsgemeinschaft Oberneuching besteht seit dem 1. Mai 1978. 
Die Gemeinde Finsing, ursprünglich ebenfalls Mitglied, wurde zum 1. Januar 1980 aus der Körperschaft entlassen.